# Kaskamus Kårsavaggejaure
Kaskamus Kårsavaggejaure, nordsamiska:Gaskkamus Gorsajávri, är en sjö i Kiruna kommun i Lappland som ingår i Torneälvens huvudavrinningsområde. Sjön har en area på 0,197 kvadratkilometer och ligger 683,1 meter över havet. Sjön avvattnas av vattendraget Kårsajåkka. Sjöns namn översatt till svenska blir ordagrant Mellersta Ravindalssjön.

## Delavrinningsområde
Kaskamus Kårsavaggejaure ingår i delavrinningsområde (758381-161116) som SMHI kallar för Ovan 758512-161218. Medelhöjden är 969 meter över havet och ytan är 5,82 kvadratkilometer. Det finns ett avrinningsområde uppströms, och räknas det in blir den ackumulerade arean 40,92 kvadratkilometer. Kårsajåkka som avvattnar avrinningsområdet har biflödesordning 2, vilket innebär att vattnet flödar genom totalt 2 vattendrag innan det når havet efter 494 kilometer. Avrinningsområdet består mestadels av kalfjäll (97 procent). Avrinningsområdet har 0,2 kvadratkilometer vattenytor vilket ger det en sjöprocent på 3,4 procent.

## Galleri

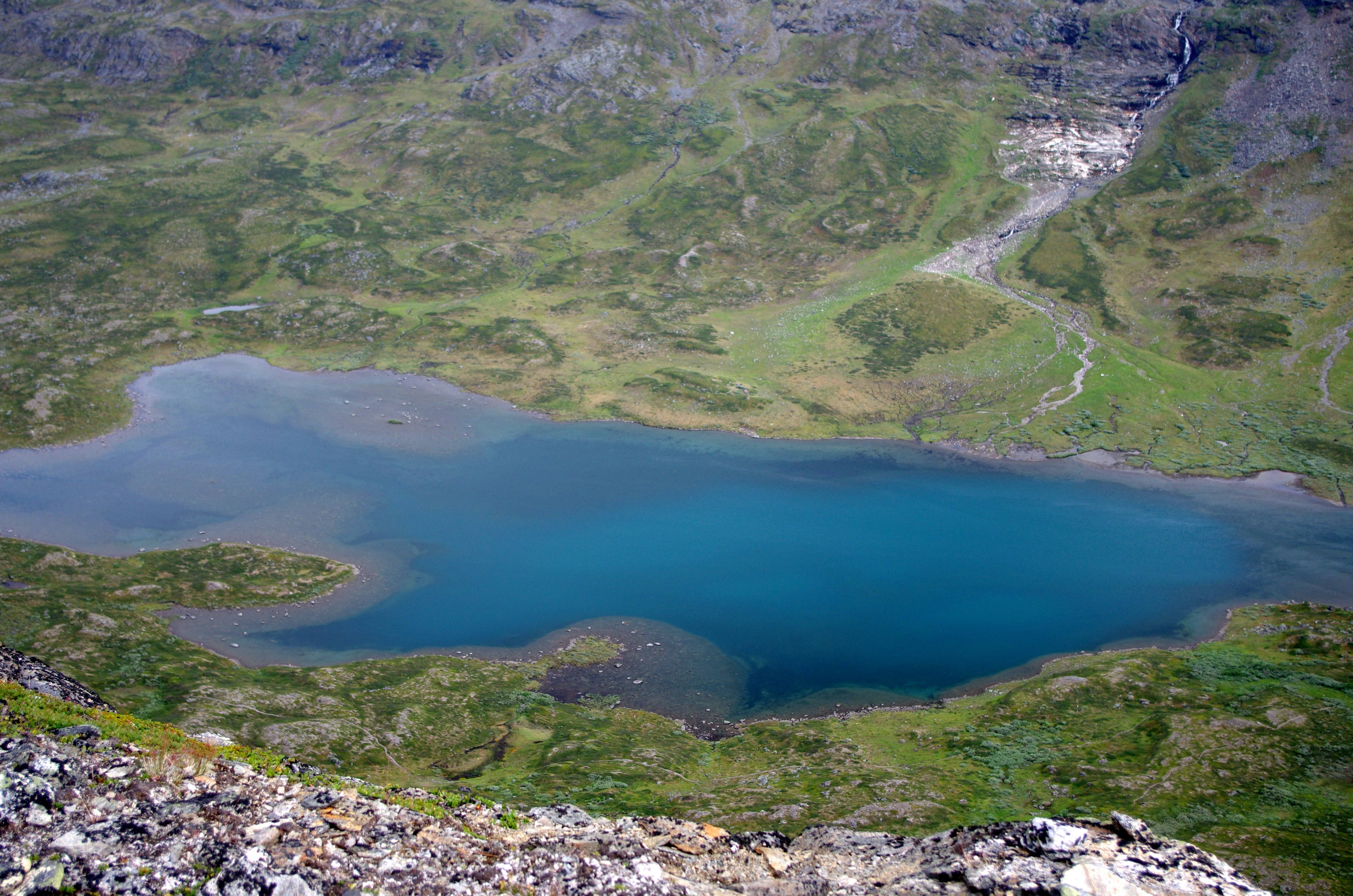
Kaskamus Kårsavaggejaure från norr.
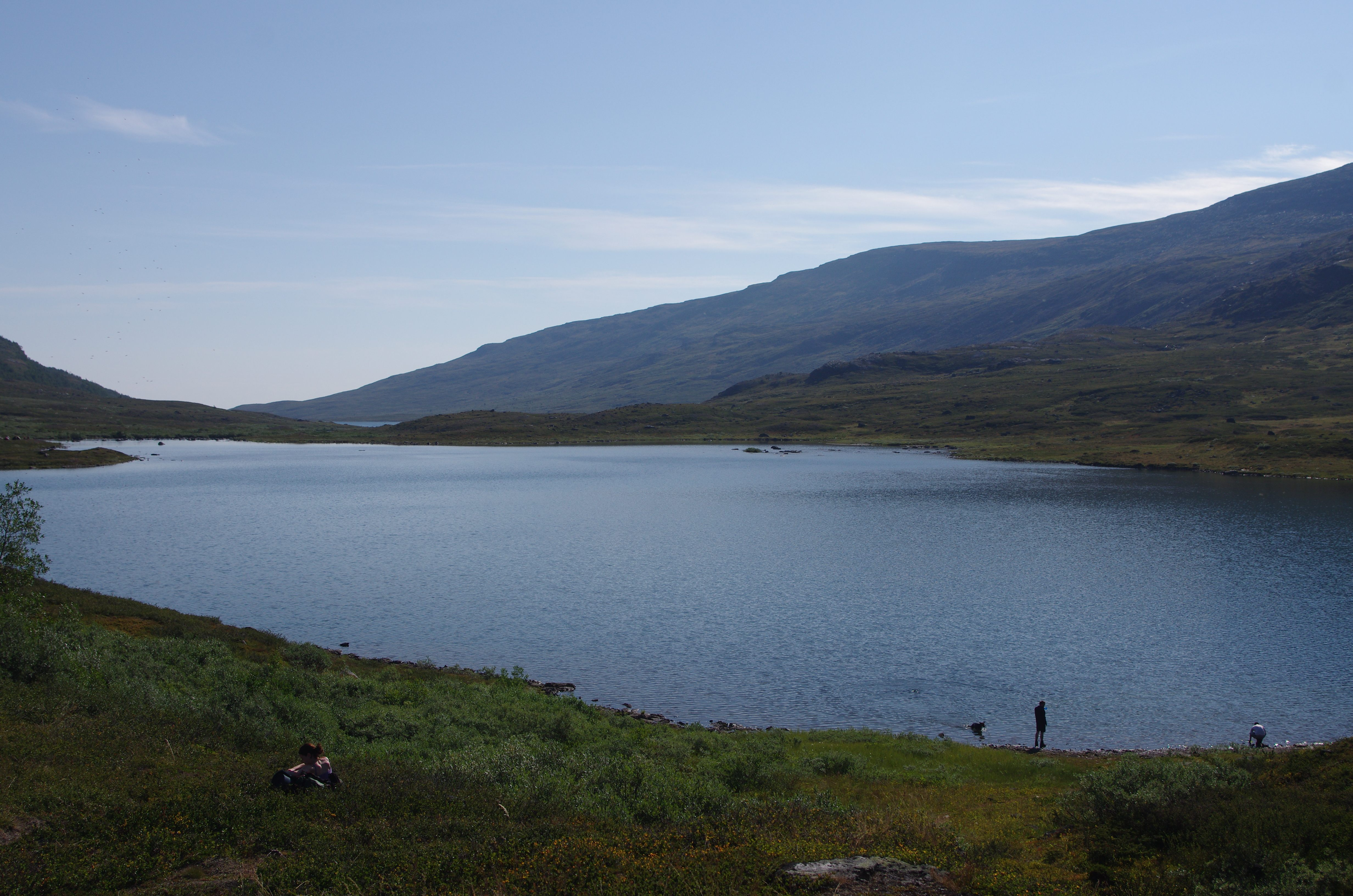
Kaskamus Kårsavaggejaure vid Kårsavagge fjällstation. Fotot taget åt öster.